# Macroglossus sobrinus
Macroglossus sobrinus is een zoogdier uit de familie van de vleerhonden (Pteropodidae). De wetenschappelijke naam van de soort werd voor het eerst geldig gepubliceerd door K. Andersen in 1911.

## Voorkomen
De soort komt voor in India, Cambodja, China, Myanmar, Thailand, Laos, Vietnam en Indonesië.